# سیارک ۱۳۳۵
سیارک ۱۳۳۵ (به انگلیسی: 1335 Demoulina، نامگذاری:1934RE) هزار و سیصد و سی و پنجمین سیارک کشف شده‌است که در ۷ سپتامبر ۱۹۳۴ و در هایدلبرگ کشف شد.
قدر مطلق سیارک برابر ۱۲٫۹۰ است.